# Linköpings Stift
Linköpings Stift er et stift i Svenska kyrkan i Sverige med Linköping som stiftsby. Det omfatter Östergötlands län, den nordøstlige del af Jönköpings län og den nordlige del af Kalmar län.
Stiftet omfatter 9 provstier opdelt i 176 sogne med i alt 443.000 medlemmer. Stiftets største sogn er Motala.
Biskop siden 2011 er Martin Modéus.
- Linköpings Domkirke
- Konsistoriehuset med lokaler til domkapitlet og til Linköpings stiftskansli